# Лаза Костич
Лаза Костич (серб. Лаза Костић, Laza Kostić; * 31 січня 1841, Ковіль — † 9 грудня 1910, Відень) — сербський поет, політик, філософ, поліглот. Перекладач і популяризатор творів Вільяма Шекспіра сербською мовою. Вважається одним із найбільших сербських поетів нового часу.
Академік Академії Наук Сербії. Успішний юрист.

## Біографія
Закінчив 1864 університет у Пешті. Учасник сербського молодіжного культурно-освітнього руху «Омладина» (1866—1872), зазнав переслідування австрійської влади.
В історичних драмах «Максим Црноєвич» (1866) та «Пера Сегединац» (1882) створив образ «сербського Гамлета».
Видав три збірки «Віршів» (1873, 1874, 1909), у яких поєднав фольклор із зразками класичної і європейської поезії.
Першим запровадив у сербській поезію античні мотиви та образи (алегоричні вірші «Розмова», «Прометей», «Адріатичний Прометей» та інші), експериментував із вільним віршем. Цілком модерністськими є вірші «Між дійсністю і сном», «Виникнення пісні» (обидва — 1863).
Літературно-критична праця «Засади прекрасного у світі» (1880) написана з позицій ідеалістичної естетики. Згодом виступив проти демократичних ідей у літературі.